# Bolivianos, El Hado Propicio
Bolivianos, El Hado Propicio est l'hymne national de la Bolivie adopté en 1851.

## Paroles
1

Bolivianos el hado propicio

coronó nuestros votos y anhelo

es ya libre, ya libre este suelo

ya cesó su servil condición.
Al estruendo marcial que ayer fuera

y al clamor de la guerra horroroso

siguen hoy, en contraste armonioso,

dulces himnos de paz y de unión.

siguen hoy, en contraste armonioso,

dulces himnos de paz y de unión.
Chœur

De la patria el alto nombre

en glorioso esplendor conservemos

y en sus aras de nuevo juremos

¡Morir antes que esclavos vivir!

¡Morir antes que esclavos vivir!

¡Morir antes que esclavos vivir!
2

Loor eterno a los bravos guerreros,

cuyo heróico valor y firmeza :

conquistaron las glorias que empiezan

hoy Bolivia feliz a gozar.
Que sus nombres el mármol y el bronce,

a remotas edades trasmitan,

y en sonoros cantares repitan:

¡Libertad, libertad, libertad!

y en sonoros cantares repitan:

¡Libertad, libertad, libertad!
Chœur
3

Aquí alzó la justicia su trono

que la vil opresión desconoce

y en su timbre glorioso legose

¡libertad, libertad, libertad!
Esta tierra inocente y hermosa

que ha debido a Bolívar su nombre

es la patria feliz donde el hombre

goza el bien de la dicha y la paz.

es la patria feliz donde el hombre

goza el bien de la dicha y la paz.
Chœur
4

Si extranjero poder alqún día

sojuzgar a Bolivia intentare

al destino fatal se prepare

que amenaza a soberbio agresor.
Que los hijos del grande Bolívar

han ya mil y mil veces jurado

morir antes que ver humillado

de la patria el augusto pendón.

morir antes que ver humillado

de la patria el augusto pendón.